# OV Bøkfjord
Die OV Bøkfjord ist ein Mehrzweckschiff des norwegischen Kystverket.

## Geschichte
Das am 11. Juli 2014 bestellte Schiff wurde unter der Baunummer 133 auf der dänischen Werft Hvide Sande Shipyard gebaut. Der Schiffsrumpf wurde von der Werft Kedat im polnischen Stettin zugeliefert. Die Kiellegung fand am 19. März 2015, der Stapellauf am 16. November 2015 statt. Die Fertigstellung des Schiffes erfolgte am 24. August 2016.
Das Schiff ist Teil eines Flottenerneuerungsprogramms von Kystverket und das erste mit einem Hybridantrieb. Der dieselelektrische Antrieb des Schiffes wurde dabei erst während der Bauphase um ein Energiespeichersystem ergänzt.
Der Schiffsentwurf wurde von OSK-ShipTech, Jørgen Petersen, Kystverket und Hvide Sande Shipyard entwickelt. Das Schiff wurde 2016 von Maritime Danmark als „Danish Ship of the Year“ ausgezeichnet.
Das Schiff wird vom Kystverket unter anderem für die Unterhaltung von Schifffahrtszeichen eingesetzt. Es kann auch für die Bekämpfung von Ölunfällen genutzt werden. Das Schiff ist für den Bereich der Provinzen Troms und Finnmark zuständig.

## Technische Daten und Ausstattung
Das Schiff ist mit einem Hybridantrieb aus dieselelektrischem und elektrischem Antrieb ausgestattet. Für den Antrieb stehen zwei Elektromotoren mit jeweils 1400 kW Leistung zur Verfügung, die auf zwei Propellergondeln mit Festpropeller wirken. Das Schiff ist mit einem elektrisch mit 400 kW Leistung angetriebenes Bugstrahlruder ausgerüstet. Für die Stromerzeugung stehen drei von Caterpillar-Dieselmotoren (Typ: C32) mit jeweils 945 kW Leistung angetriebene Generatoren zur Verfügung. Außerdem wurde ein von einem Cummins-Dieselmotor angetriebener Notgenerator verbaut. Die Dieselmotoren sind mit einem SCR-Katalysator zur Reduktion von Stickoxiden ausgestattet. Es war zunächst vorgesehen, das Schiff mit einem dieselelektrischen Antrieb auszustatten. Erst während der Bauphase wurde das Antriebssystem um ein Energiespeichersystem ergänzt. Hierfür waren entsprechende Umbauarbeiten im Rumpf des Schiffes nötig. Zugunsten des Energiespeichersystems wurde ein vierter Generatorsatz entfernt. Als Energiespeichersystem stehen Lithium-Ionen-Akkumulatoren mit einer Kapazität von 857 kWh zur Verfügung. Diese werden im laufenden Betrieb von den Generatoren geladen. Sie können während des Betriebes des Schiffes benötigte Leistungsspitzen abfangen. Außerdem versorgen sie das Schiff im Hafen mit Strom, so dass die Dieselgeneratoren hier abgeschaltet werden können. Durch den Hybridantrieb können rund 25 % Treibstoff eingespart werden.
Die Decksaufbauten befinden sich im hinteren Bereich des Schiffes. Vor den Decksaufbauten befindet sich ein offenes Arbeitsdeck. Im Vorschiffsbereich ist ein Palfinger-Kran installiert. Dieser kann bis zu 7 t heben. Am Bug des Schiffes befindet sich eine herunterklappbare Rampe, über die beispielsweise Arbeitsgeräte und Materialien an flachen Ufern angelandet werden können.
Das Schiff ist für die Ölbekämpfung mit zwei Skimmern ausgerüstet. Von der Wasseroberfläche aufgenommenes Öl kann in zwei Tanks mit einer Kapazität von zusammen 170 m³ gepumpt werden.
Der Rumpf des Schiffes ist eisverstärkt (Eisklasse 1C).
Das Schiff ist für den Betrieb mit 16 Personen eingerichtet.